# Code des États-Unis
Pour les autres articles nationaux ou selon les autres juridictions, voir Code pénal.
Lire en ligne

US Code Collection

Le Code des États-Unis (en anglais : United States Code, U. S. Code ou USC) est la codification du droit américain fédéral à caractère général et permanent. Elle est effectuée par l'Office of the Law Revision Counsel (en) de la Chambre des représentants.

## Titres de l'ouvrage
- Titre I : dispositions générales
- Titre II : du Congrès.
- Titre III : du président.
- Titre IV : du drapeau, du sceau, du siège du gouvernement et des États.
- Titre V : du gouvernement et de la fonction publique fédérale.
- Titre VI : de la sécurité intérieure.
- Titre VII : de l'agriculture.
- Titre VIII : des étrangers et de la nationalité américaine.
- Titre IX : de l'arbitrage.
- Titre X : des Forces armées.
- Titre XI : de la Faillite.
- Titre XII : les banques et opérations bancaires.
- Titre XIII : du recensement.
- Titre XIV : des gardes côtes.
- Titre XV : du commerce et des échanges.
- Titre XVI : de la Conservation.
- Titre XVII : du Droit d'auteur.
- Titre XVIII : les crimes et la procédure pénale.
- Titre XIX : des droits de douane.
- Titre XX : de l'éducation.
- Titre XXI : de l'Alimentation et des médicaments.
- Titre XXII : de la Politique étrangère et des rapports.
- Titre XXIII : des autoroutes.
- Titre XXIV : des hôpitaux et de l'asile.
- Titre XXV : des Indiens.
- Titre XXVI : Code des Finances publiques.
- Titre XXVII : des Intoxications.
- Titre XXVIII : du pouvoir et des procédures judiciaires.
- Titre XXIX : du Travail.
- Titre XXX : des terres et exploitations minières.
- Titre XXXI : de la Monnaie et des Finances.
- Titre XXXII : de la Garde nationale.
- Titre XXXIII : de la Navigation et des eaux navigables.
- Titre XXXIV : du Contrôle de la criminalité et de l'application de la loi.
- Titre XXXV : des Brevets.
- Titre XXXVI : des  célébrations patriotiques et nationales, des Cérémonies et des organisations.
- Titre XXXVII : de la rémunération et des indemnités des services en uniforme.
- Titre XXXVIII : des bénéfices des vétérans.
- Titre XXXIX : du Service postal.
- Titre XL : des bâtiments publics, de la propriété et du travail.
- Titre XLI : des Marchés publics.
- Titre XLII : de la Santé publique et du bien-être.
- Titre XLIII : des Terres publiques.
- Titre XLIV : des impressions publiques et des documents.
- Titre XLV : des voies ferrées.
- Titre XLVI : du Transport maritime.
- Titre XLVII : des Télécommunications.
- Titre XLVIII : des territoires et possessions insulaires.
- Titre XLIX : du Transport.
- Titre L : de la Guerre et de la Défense nationale.
- Titre LI : des programmes spatiaux nationaux et commerciaux.
- Titre LII : du Vote et des Élections.
- Titre LIII : réservé
- Titre LIV : service des parcs nationaux et des programmes associés.

## Histoire
Les premiers efforts pour la codification des lois du Congrès ont été entrepris par des éditeurs privés ; ils facilitaient la recherche de loi, mais n'avaient pas de valeur légale. Le Congrès a entrepris une codification officielle appelée la Revised Statutes (en) approuvée le 22 juin 1874, pour les lois en effet au premier décembre 1873. Le Congrès a adopté à nouveau une version corrigée en 1878. Les statuts révisés ont été adoptés en droit positif, mais certaines lois n'ont pas été incorporées dans le code officiel (Statutes at Large).
D'après la préface du Code, From 1897 to 1907 a commission was engaged in an effort to codify the great mass of accumulating legislation. The work of the commission involved an expenditure of over 300 000 $, but was never carried to completion. En l'absence de code officiel, les éditeurs privés ont continué à collecter les statuts les plus récents dans des codes non officiels.  La première édition du United States Code (publiée en tant que Statutes at Large Volume 44, Part 1) incluait des tables de références  entre l'U.S.C. et deux de ces codes non officiels, United States Compiled Statutes Annotated de West Publishing Co. et Federal Statutes Annotated de Edward Thompson Co.
Le Code démontre l'inflation législative reprochée car il comporte en 2018 près de 60 000 pages répartis en 54 volumes, sa lecture est un travail très important, surtout accompagné du Code des règlements fédéraux. En 1982, il faisait 23 000 pages.